# Thomas Robert Soderstrom
Thomas Robert Soderstrom (9 de gener de 1936, Chicago, Illinois - ? 1987) va ser un botànic nord-americà.
Es va especialitzar en pastures (Poaceae o gramínies). Durant molts anys va ser el taxònom encarregat de herbacies del Departament de Botànica del Museu Nacional d'Història Natural.

## Algunes publicacions
- Soderstrom, TR; FO Zuloaga. 1989. A revision of the genus Olyra and the new segregate genus Parodiolyra (Poaceae, Bambusoideae, Olyreae). Ed. Smithsonian. pp. iv, 79
- Judziewicz, EJ; TR Soderstrom. 1989. Morphological, anatomical, and taxonomic studies in Anomochloa and Streptochaeta (Poaceae, Bambusoideae). Ed. Smithsonian. pp. iii, 52
- Soderstrom, TR; RP Ellis; EJ Judziewicz. 1989. The Phareae & Streptogyneae (Poaceae) of Sri Lanka: a morphological-anatomical study. 27 pp. 8 fig.
- Soderstrom, TR. 1987. Grass Systematics & Evolution. Ed. Smithsonian. 4.º, pp. xiv, 473. ISBN 0-87474-300-1
- Zuloaga, FO; TR Soderstrom. 1985. Classification of the outlying species of New World Panicum (Poaceae: Paniceae). Ed. Smithsonian. Contrib.Botany Nº 59: pp. 1-63, 25 fig. 2 tablas
- Sendulsky, T; TR Soderstrom. 1984. Revision of the South American genus Otachyrium (Poaceae, Panicoideae). Ed. Smithsonian.
- Calderon, CE; TR Soderstrom. 1973.  Morphological & anatomical considerations of the grass subfamily Bambusoideae based on the new genus Maclurolyra. Ed. Smithsonian. pp. iii, 55
- Soderstrom, TR. 1967. Taxonomic study of subgenus Podosemum & section Epicampes of Muhlenbergia (Gramineae). Ed. Smithsonian. Vol. 34, Nº 4: pp. 75-189, 14 planchas

## Honors

### Epònims
Gènere
- (Poaceae) Soderstromia Morton[2]

Espècies
- (Aquifoliaceae) Ilex soderstromii Edwin[3]

- (Araceae) Anthurium soderstromii Sodiro[4]

- (Asteraceae) Lessingianthus soderstromii (H.Rob.) H.Rob.[5]

- (Bromeliaceae) Vriesea soderstromii L.B.Sm.[6]

- (Ochnaceae) Ouratea soderstromii Sastre[7]

- (Poaceae) Cryptochloa soderstromii Davidse[8]

- (Poaceae) Ocellochloa soderstromii (Zuloaga & Send.) Zuloaga & Morrone[9]

- (Poaceae) Poa soderstromii Negritto & Anton[10]

- (Poaceae) Raddia soderstromii R.P.Oliveira, L.G.Clark & Judz.[11]